# Zygmunt Zgraja
Zygmunt Zgraja (ur. 11 maja 1937 w Mysłowicach), wirtuoz harmonijki ustnej. Instrumentalista, aranżer i kompozytor.
Jego dorobek artystyczny, to szereg utworów na harmonijkę ustną, wykorzystywaną w różnych formach muzycznych: od tria harmonijek, aż po orkiestrę symfoniczną. Tworzy i wykonuje zarówno muzykę rozrywkową (w wielu odmianach), jak i poważną. W zakresie muzyki poważnej szczytowym osiągnięciem jest kompozycja Concert Phantasy for Harmonica and Symphony Orchestra, której prawykonanie odbyło się 18 kwietnia 2007 w Filharmonii Zabrzańskiej. Tworzy także i nagrywa muzykę do filmów, jego harmonijkę słychać w takich filmach, jak Grzeszny żywot Franciszka Buły, Vabank, lub Bolek i Lolek na Dzikim Zachodzie.
Od roku 1970 jest liderem zespołu Con Brio. Członek zarządu Międzynarodowej Federacji Harmonijek Ustnych (FIH). Juror światowych festiwali harmonijki ustnej.

## Wybrana filmografia
- Dwoje bliskich obcych ludzi, 1974
- Przepłyniesz rzekę, 1976
- Okrągły tydzień, 1977
- Pejzaż horyzontalny, 1978
- Epizod, 1979
- Zielone lata, 1979
- Grzeszny żywot Franciszka Buły, 1980
- Siekierezada, 1985
- Budniokowie i inni, 1986
- Sławna jak Sarajewo, 1987

## Dyskografia
- Zygmunt Zgraja Pronit SXL-1024 1984 (LP)
- Wirtuozi muzyki rozrywkowej Pronit SXL-0769 (LP)
- XXIII Międzynarodowy festiwal Muzyki Współczesnej Warszawska Jesień '79 MUZA SX-1846 (LP)
- Fusion – transcription for accordion & harmonica Zygmunt Zgraja Bogdan Precz, Opera Tres, Discovery Records Ltd, 14_03_2000 (CD)
- ConBrio Radio Opole 1996 (CD)
- ConBrio Mysłowice Marzec 2008 (CD)
- Zygmunt Zgraja Tak Sobie Radio Opole 2010 (CD)
- ConBrio Shanties&Bolero kaseta magnetofonowa
- ConBrio WUG kaseta magnetofonowa